# HAT-P-7
Désignations
HAT-P-7, également appelée GSC 03547-01402 ou Kepler-2, est une étoile de type spectral F6 V, sensiblement plus grosse, plus massive et plus chaude que le Soleil, située à environ ∼ 1 120 a.l. (∼ 343 pc) du Système solaire, dans la constellation du Cygne.
Une exoplanète de type Jupiter chaud, appelée HAT-P-7 b, a été détectée le 6 mars 2008 autour de cette étoile par la méthode des transits. Cet astre, qui évolue très près de son étoile parente, aurait une température d'équilibre moyenne en surface d'environ 2 890 °C et présenterait une orbite soit rétrograde soit polaire,,, cette propriété ayant peut-être pour origine un troisième corps, suspecté à partir de variations inexpliquées de la vitesse radiale de l'étoile détectées par effet Doppler-Fizeau, qui pourrait agir par mécanisme de Kozai en générant une résonance orbitale particulière se traduisant par une oscillation de l'inclinaison et de l'excentricité orbitale.